# Noob und Nerd
Noob & Nerd war eine Radiocomedyserie, die für den Radiosender 1 Live produziert wurde. Der hauseigene Digitalsender Einsfestival (heute One) zeigte von Januar 2013 bis März 2013 eine achtteilige Zeichentrick-Fernsehserie.

## Alte Sendedaten

### TV
- Die 1. Staffel wurde donnerstags um 20:45 auf Einsfestival (heute One) ausgestrahlt.

### Radio
- Von Januar 2011 bis August 2012 immer Montag bis Freitag
- Von September 2012 bis August 2013 immer Montag bis Donnerstag
- Von August 2013 bis September 2015 immer Dienstag bis Donnerstag
- Von Juli 2016 bis August 2016 immer Montag bis Mittwoch und Freitag
- Von August 2016 bis September 2017 immer Dienstag

## Handlung
Zu Beginn der Serie zieht die spanische Austauschstudentin Si in die Wohngemeinschaft von Noob Manuél und Nerd Dennis. Sie stellt fest, dass sie sich auf eine andere Lebensführung einstellen muss. Die Serie handelt von Meinungsverschiedenheiten mit der ständig schlechtgelaunten Nachbarin Veronica Ferres bis zu Kämpfen gegen Zombies. Schützenhilfe bekommen sie gelegentlich von ihrem Vermieter Herrn Braunschweig. Weitere Nachbarn sind Metalnachbar Jörg, Kiffer Kai und Techno-Sandro.

## Synchronisation
| Rolle                                                  | Originalsprecher       |
| ------------------------------------------------------ | ---------------------- |
| Manuél Lahr                                            | Roland Griem           |
| Dennis Faupp                                           | Dominik Kapahnke       |
| Si de Esperanza Lopez Gomez Sanchez de la Espandrillas | Corinna Dorenkamp      |
| Herr Braunschweig                                      | Ernst-August Schepmann |

## Geschichte
Die erste Radiofolge wurde am 3. Januar 2011 ausgestrahlt. Die 500. Folge wurde am 20. März 2013 ausgestrahlt. Die bisher einzige TV-Staffel mit acht Folgen startete am 10. Januar 2013 auf Einsfestival (heute One). Die letzte Radiofolge 852 wurde vor der Unterbrechung, die vom 25. September 2015 bis zum 10. Juli 2016 unterbrochen war, am 24. September 2016 ausgestrahlt. Am 11. Juli 2016 kehrte der Sender mit der Radiofolge 853 und dem Untertitel Das total verrückte Ferien Abenteuer zurück. Die normale Reihe kehrte mit der Radiofolge 879 am 30. August wieder zurück. Am 12. September 2017 lief mit der Radiofolge 932 die letzte.

## Übersicht der Folgen im Fernsehen
1. Staffel (2013)
| Staffel 1 (2013) |         |                         |                  |
| Folge 1          | Folge 1 | Ab ins Fernsehen        | 10. Januar 2013  |
| Folge 2          | Folge 2 | Nachbarin Ferres nervt  | 17. Januar 2013  |
| Folge 3          | Folge 3 | Techno-Sandro zieht ein | 24. Januar 2013  |
| Folge 4          | Folge 4 | Manuél schluckt ein Ei  | 31. Januar 2013  |
| Folge 5          | Folge 5 | Voll im Ulraubsstress   | 14. Februar 2013 |
| Folge 6          | Folge 6 | Superhelden-Party       | 21. Februar 2013 |
| Folge 7          | Folge 7 | Dating-Alarm in der WG  | 28. Februar 2013 |
| Folge 8          | Folge 8 | Es brennt bei Dennis    | 14. März 2013    |